# 4 př. n. l.

## Události
- Císař Augustus rozdělil Judeu mezi syny Heroda Velikého Filipa, Archeláa a Antipu.

## Narození
- Ježíš Kristus – jedno z nejčastěji uvažovaných dat narození a poslední vyhovující údaji o vládě Heroda Velikého
- Pravděpodobné narození apoštola Petra, následovníka Ježíše Krista a později prvního papeže Římskokatolické církve.
- Pravděpodobné narození římského filozofa a politika Seneky

## Úmrtí
- Herodes Veliký, židovský král idumejského původu

## Hlavy států
- Římské impérium – Augustus (27 př. n. l. – 14)
- Parthská říše – Fraatés IV. (38 – 2 př. n. l.)
- Čína – Aj-ti (dynastie Západní Chan)